# Liszt (cratère)
Pour les articles homonymes, voir Liszt (homonymie).
Liszt est un cratère d'impact présent sur la surface de Mercure. 
Le cratère fut ainsi nommé par l'Union astronomique internationale en 1985 en hommage au compositeur et pianiste virtuose hongrois Franz Liszt. 
Son diamètre est de 79 km. Il se situe dans le quadrangle de Tolstoj (quadrangle H-8) de Mercure.